# Ogródki (Varmia y Masuria)
Ogródki [ɔˈɡrutki] es un pueblo en el distrito administrativo de Gmina Barciany, dentro del Distrito de Kętrzyn, Voivodato de Varmia y Masuria, en el norte de Polonia, cercano a la frontera con el Óblast de Kaliningrado de Rusia. Se encuentra aproximadamente 5 kilómetros al este de Barciany, 15 kilómetros al norte de Kętrzyn, y 77 kilómetros al noreste de la capital regional, Olsztyn.
Hasta 1945, el área era parte de Alemania (Prusia Oriental).